# Franz-Werfel-Menschenrechtspreis

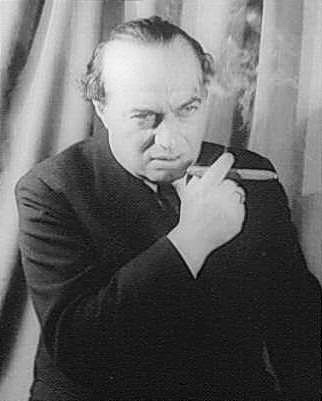
Franz Werfel (1890–1945)

Der Franz-Werfel-Menschenrechtspreis wird von der Stiftung Zentrum gegen Vertreibungen des Bundes der Vertriebenen verliehen. Er ist nach dem österreichischen Schriftsteller Franz Werfel benannt, der u. a. in seinem Roman Die vierzig Tage des Musa Dagh die Vertreibung und den Völkermord an den Armeniern beschrieben hat.
Der Franz-Werfel-Menschenrechtspreis geht an Einzelpersonen, Initiativen oder Gruppen, „die sich gegen die Verletzung von Menschenrechten durch Völkermord, Vertreibung und die bewusste Zerstörung nationaler, ethnischer, rassischer oder religiöser Gruppen gewandt haben.“ Der mit 10.000 Euro dotierte Preis wird alle zwei Jahre in der Frankfurter Paulskirche verliehen und wurde erstmals 2003 vergeben.
Laut der verleihenden Stiftung hat der Preis das 4. Haager Abkommen von 1907, die Allgemeine Erklärung der Menschenrechte von 1948, den Internationalen Pakt über bürgerliche und politische Rechte von 1966, die Entschließung der Menschenrechtskommission der Vereinten Nationen von 1998, aber auch die Schlussfolgerungen der Tagung des Europäischen Rates der Staats- und Regierungschefs in Kopenhagen von 1993 und andere Äußerungen der Europäischen Union zur Grundlage.

## Jury
Die Jury des Franz-Werfel-Menschenrechtspreises bilden Personen aus Wissenschaft, Forschung, Medien und dem politischen Leben.
Jury 2025
Der Jury für die Preisverleihung 2025 gehören folgende Personen an:
- Peter Beuth, Hessischer Staatsminister a. D.[3]
- Bernd Fabritius, Präsident des Bundes der Vertriebenen[4][3]
- Bernd Heidenreich, ehem. Direktor der Hessischen Landeszentrale für politische Bildung[4]
- Andreas Hofmeister, Hessischer Landtagsabgeordneter
- Milan Horáček, Gründungsmitglied der Grünen in Deutschland[5][6][7][8][9][10][4][3]
- Prof. Dr. Manfred Kittel, Historiker
- Hartmut Koschyk, Parlamentarischer Staatssekretär a. D.[3]
- Gudrun Osterburg, ehem. Vorsitzende des Vereins zur Förderung der Ziele des Bundes der Vertriebenen[3]
- Christean Wagner, Vorsitzender der Stiftung Zentrum gegen Vertreibungen, ehem. Hessischer Kultus- und Justizminister[3]

Frühere Jurymitglieder
- Michael Boddenberg, Vorsitzender der CDU-Fraktion im Hessischen Landtag[9][10]
- Daniel Cohn-Bendit, Publizist, ehem. Politiker der Grünen[11]
- Ralph Giordano, Journalist, Publizist, Schriftsteller und Regisseur[11][5]
- Peter Glotz, ehem. Politiker und Bundesgeschäftsführer der SPD, ehem. Vorsitzender der Stiftung Zentrum gegen Vertreibungen[11][5]
- Otto von Habsburg, ehem. Schriftsteller, Publizist und Politiker der CSU[11][5][6][7]
- Klaus Hänsch, Präsident des Europäischen Parlaments a. D.[11][5][6][12][8][9][10][4][3]
- Helga Hirsch, Publizistin und ehem. Polen-Korrespondentin der Wochenzeitung Die Zeit[11][6]
- György Konrád, ehem. Schriftsteller[11][5]
- Hilmar Kopper, ehem. Aufsichtsratsvorsitzender der HSH Nordbank und Vorstandssprecher der Deutschen Bank[5][6][7][8][9][10]
- Otto Graf Lambsdorff, Bundesminister a. D.[11][5][6]
- Lennart Meri, ehem. Schriftsteller, Filmemacher und Politiker[11][5]
- Andreas Rödder, Historiker, Professor für Neueste Geschichte an der Johannes-Gutenberg-Universität, Mainz[3]
- Beate Rudolf, Direktorin des Deutschen Instituts für Menschenrechte e. V.[4]
- Nina Ruge, Buchautorin, Fernsehmoderatorin, Journalistin[12][8]
- Rüdiger Safranski, Philosoph, Schriftsteller[6][7][8][9][10][4]
- Felix Semmelroth, ehem. Kulturdezernent der Stadt Frankfurt a. M.[7][8][9][10][4]
- Thomas Schmid, ehem. Herausgeber der WELT-Gruppe[7][8][9][10][4]
- Harald Schmidt, Schauspieler, Entertainer, Kirchenmusiker[7][8][9][10]
- Klaus Schuck, Hauptgeschäftsführer der Ost- und Mitteldeutschen Vereinigung[3]
- Erika Steinbach, Politikerin und ehem. MdB, ehem. Vorsitzende der Stiftung, ehem. Präsidentin des Bundes der Vertriebenen[11][5][6][7][8][9][10][4][3]
- Düzen Tekkal, Journalistin, Reporterin, Produzentin[4]
- Reinfried Vogler, Ehrenvorsitzender der Kulturstiftung der deutschen Vertriebenen[3]

## Preisträger
- 2003
  - Mihran Dabag (Deutschland), Leiter des Instituts für Diaspora- und Genozidforschung an der Ruhr-Universität Bochum, „für seine wissenschaftliche Arbeit auf dem Gebiet der Genozidforschung, zur Geschichte der Armenierverfolgung und zu ihren heutigen Implikationen“.
  - Die Initiatoren des „Kreuzes der Versöhnung“ in Wekelsdorf/Teplice nad Metují (Tschechische Republik), „für die Errichtung des »Kreuzes der Versöhnung« in Wekelsdorf/Teplice nad Metuji für die auf dem Buchenberg 1945 ermordeten Sudetendeutschen und alle Opfer nationaler Konflikte dieser Region und für ein mutiges Zeichen des Dialogs zwischen Deutschen und Tschechen“.[13]
    - Věra Vítová, ehem. Bürgermeisterin von Wekelsdorf/Teplice nad Metují
    - Petr Kulisek, Vorsitzender von INEX
    - Jan Pinos, Vorsitzender von TUŽ se, Broumovsko
- 2005 Bischof Franjo Komarica[14], Bischof der Diözese Banja Luka
- 2007 György Konrád, Schriftsteller, für „sein hervorragendes Eintreten für die Würde und Rechte jedes einzelnen von Verfolgung, Deportation und Vertreibung betroffenen Menschen, unabhängig von seiner nationalen, ethnischen und religiösen Zugehörigkeit.“
- 2009 Herta Müller, Schriftstellerin und Literaturnobelpreisträgerin, für den Roman Atemschaukel. Die Preisrede hielt Ilija Trojanow.[15]
- 2010 David Vondráček, tschechischer Autor und Regisseur, der vor allem durch den Film Zabíjení po česku (Töten auf Tschechisch) bekannt geworden ist.
- 2012 Karl Schlögel[16], Historiker
- 2014 Rick Ostermann[17], Regisseur
- 2016 Freya Klier, „Bürgerrechtlerin, Schriftstellerin und Dokumentarfilmerin […] für ihr Lebenswerk“[18]
- 2018 Michael Wolffsohn, deutsch-jüdischer Historiker und Publizist, dafür, dass er „immer wieder deutlich gemacht [hat], dass die Verbrechen der NS-Diktatur nicht dazu führen dürften, das Unrecht an den vertriebenen Deutschen zu verschweigen.“[19]
- 2020 Joachim Gauck, Bundespräsident a. D., „der in unterschiedlichen Funktionen die Verletzung von Menschenrechten durch Völkermord, Vertreibung und Genozid angeprangert habe“.[20][21] Die Verleihung musste aufgrund der COVID-19-Pandemie um ein Jahr verschoben werden und fand daher erst am 4. Juli 2021 statt.[22]
- 2023 Klaus Johannis, Staatspräsident von Rumänien, für sein langjähriges Wirken als Präsident seines Landes, „der sich in unterschiedlichen Funktionen für die Menschenrechte und dabei besonders für die Rechte der Minderheiten in seinem Land und europaweit eingesetzt hat.“[23]
- 2025 Vitali Klitschko, Bürgermeister der ukrainischen Hauptstadt Kyjiw, für „seinen unermüdlichen Einsatz für Freiheit, Demokratie und Menschenrechten – sowohl in der Ukraine als auch darüber hinaus.“[24]